# Škoda Pars
ŠKODA PARS a.s. (do 16. května 2021 Pars nova a.s.) je česká strojírenská firma působící v oblasti modernizací, oprav a výroby kolejových vozidel. Je součástí skupiny Škoda Transportation.

## Historie
Společnost navazuje na více než 50letou historii bývalých ŽOS Šumperk (Železniční opravny a strojírny Šumperk). Po privatizaci v roce 1993 se závod přejmenoval na Pars DMN s.r.o. Šumperk. Od 1. srpna 2000 se firma přetransformovala na společnost Pars nova a.s. a v březnu 2008 se začlenila do skupiny Škoda Transportation. Dne 17. května 2021 byl název společnosti změněn na ŠKODA PARS a.s. Společnost zaměstnává přes 800 zaměstnanců.

## Modernizace železničních vozidel
Společnost provedla například rekonstrukce elektrických jednotek 451, motorových vozů řady 854, řídících vozů řady 954 a 954.2 pro rychlíkovou dopravu, či přestavby vozů 810 na jednotky 814 + 914 nazvané Regionova a na jednotky 814.2 + 014.2 + 814.2 zvané Regionova Trio, vozů Bdmtee281 na řady Bdmtee265 a Bdmtee266. V Pars nova také proběhly rekonstrukce vozů Bdt279 na řídicí vozy Bfhpvee295. Všech 34 vozů bylo dodáno Českým drahám před koncem roku 2012.
Ve firmě jsou mimo sériových oprav prováděny také prototypické opravy, například přestavba motorového vozu řady 810 na vůz řady 811 či na vůz řady 812 zvaný Esmeralda.

## Tramvajová vozidla
Ve společnosti Pars probíhaly modernizace některých českých tramvají. Jako novostavby zde vznikaly typy Tatra K3R-N a Tatra K2S.
| Typ         | Roky výroby | Vyrobeno vozů | Dodávky    |
| ----------- | ----------- | ------------- | ---------- |
| Tatra K3R-N | 2006        | 2 kusy        | Brno       |
| Tatra K2S   | 2007–2009   | 9 kusů        | Bratislava |

## Investice do vzdělání
Díky milionové investici vybudovala Škoda Pars ve svém areálu nové dílny a zázemí pro odbornou praxi studentů Střední školy řemesel. Studenti tak mohou získat zkušenosti od zkušených odborníků a vybraní studenti také stipendium a jiné další benefity. Společnost Škoda Pars dlouhodobě spolupracuje se Střední školou řemesel. Společnost se také snaží pro studium technických oborů nadchnout žáky základních škol díky prezentacím i besedám.

## Galerie

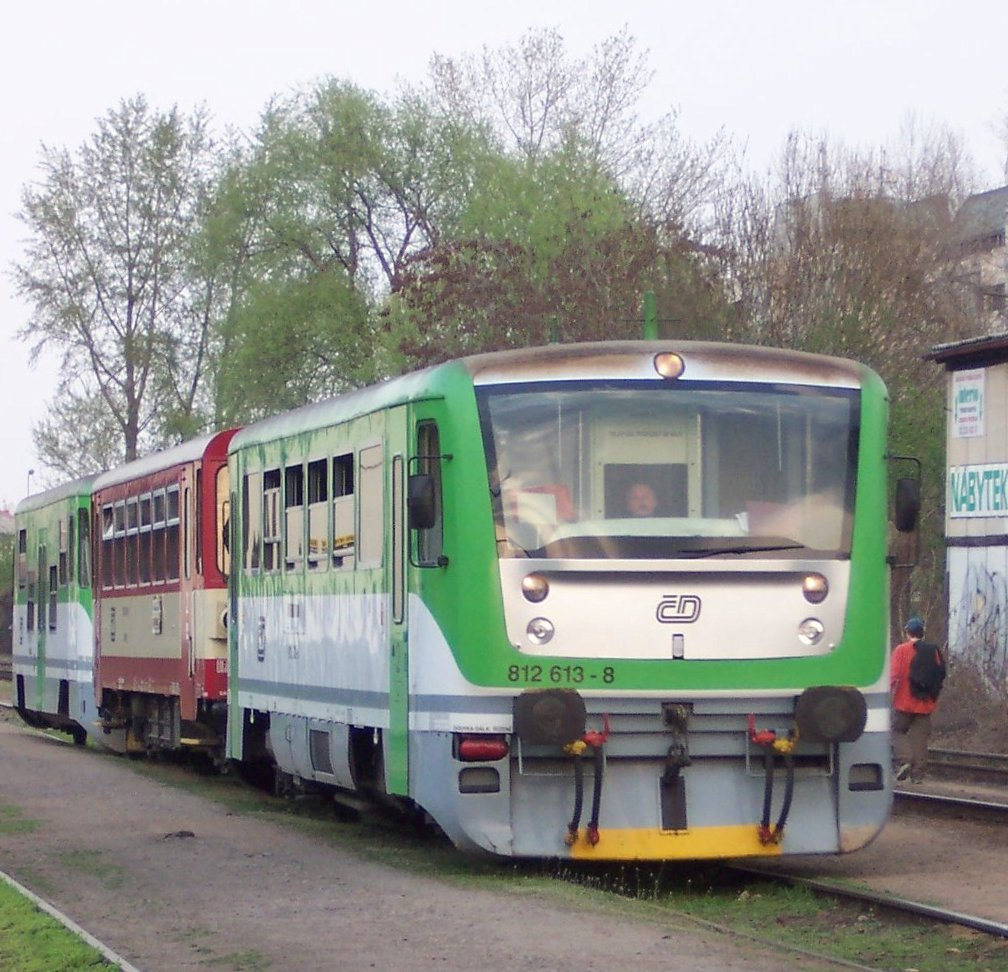
Motorový vůz 812
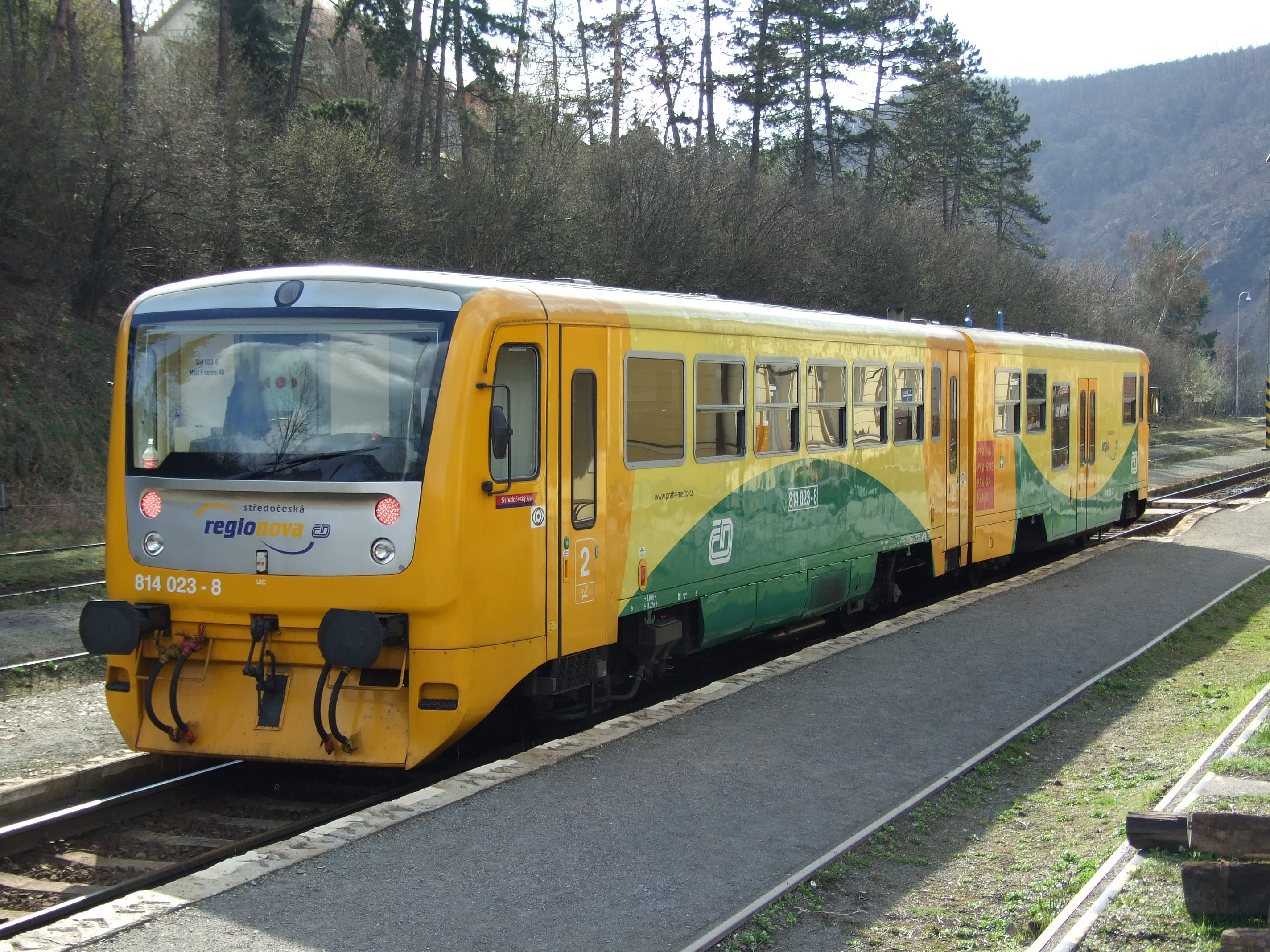
Motorová jednotka 814
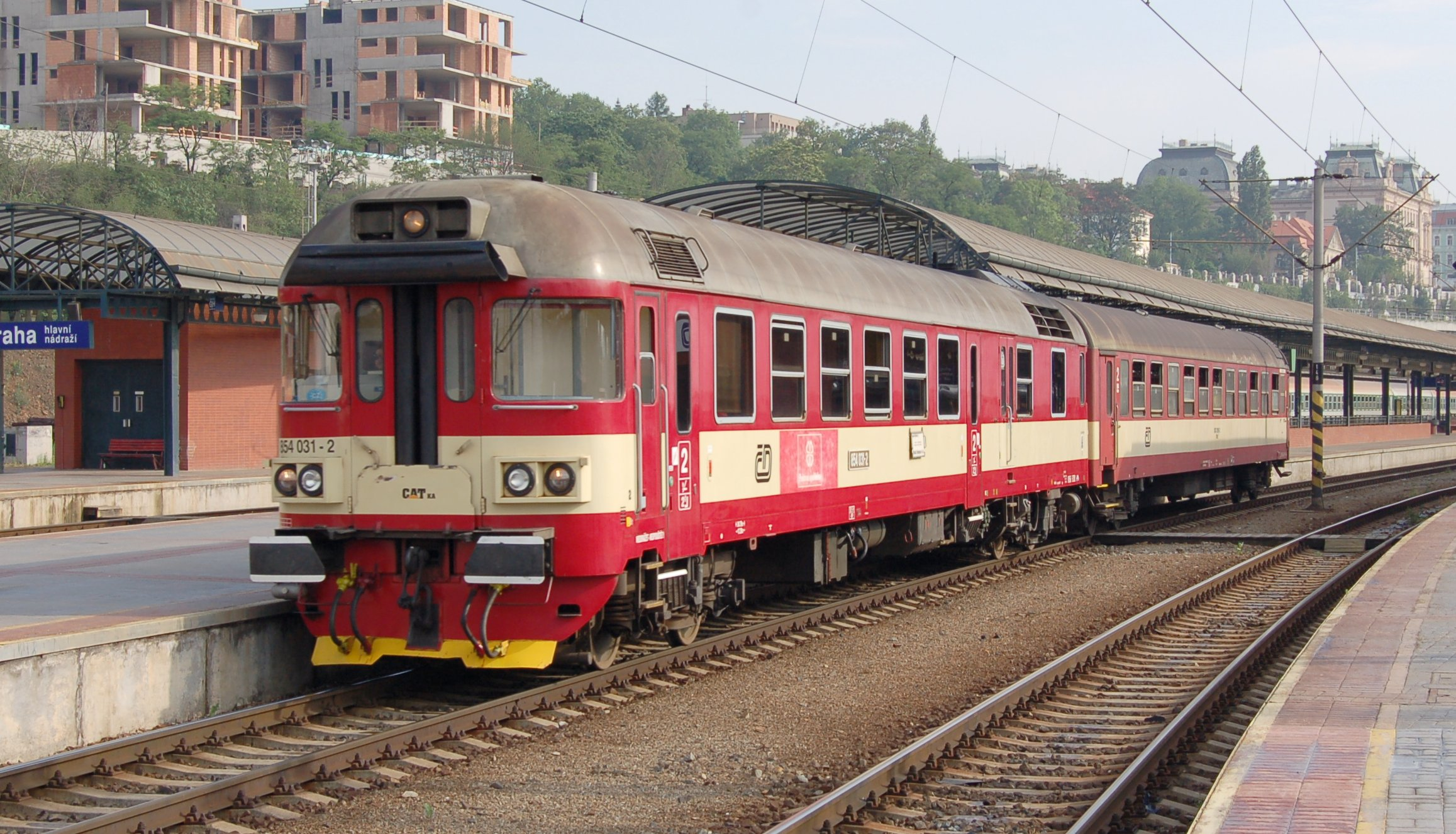
Motorový vůz 854
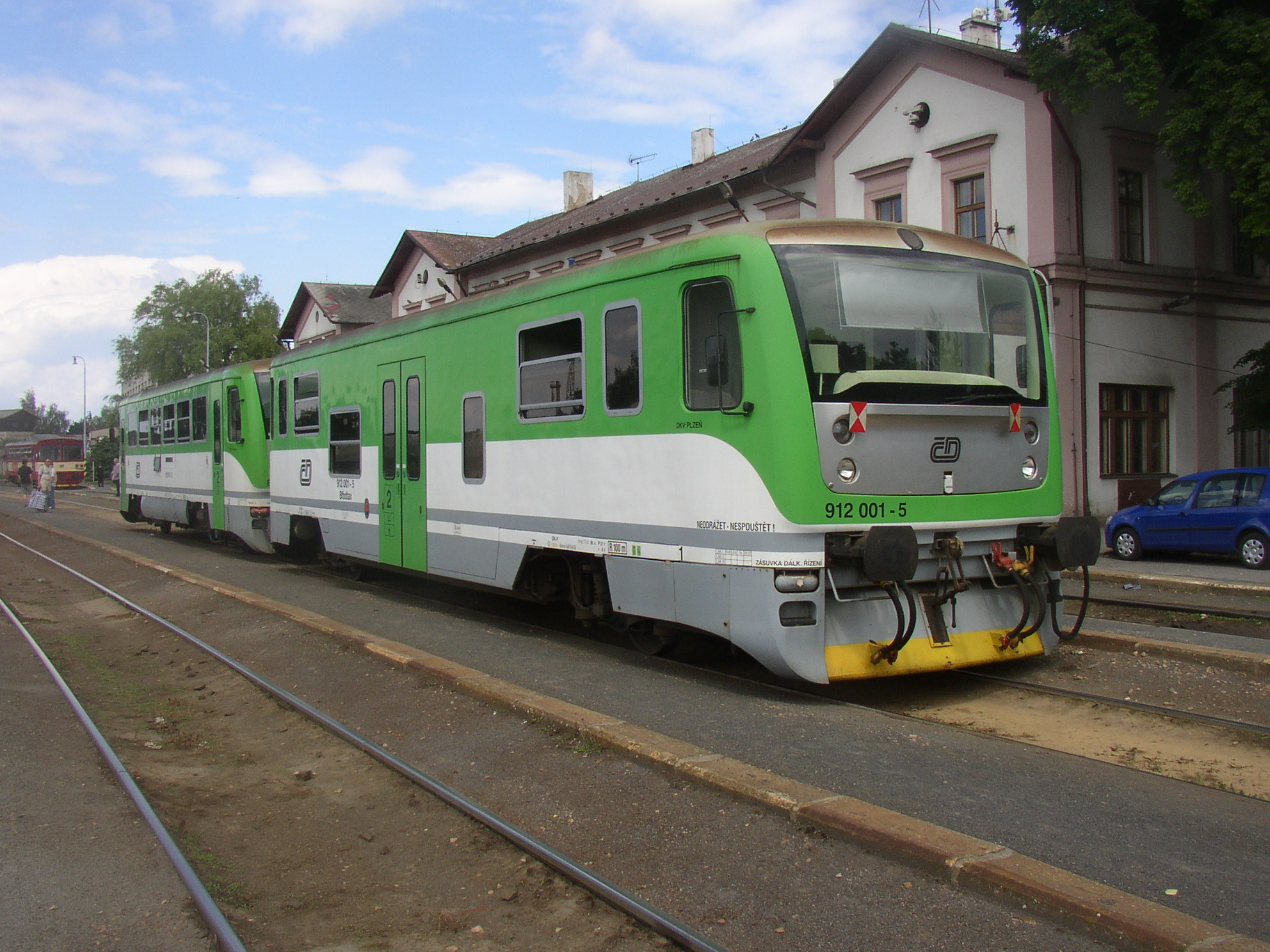
Řídicí vůz 912
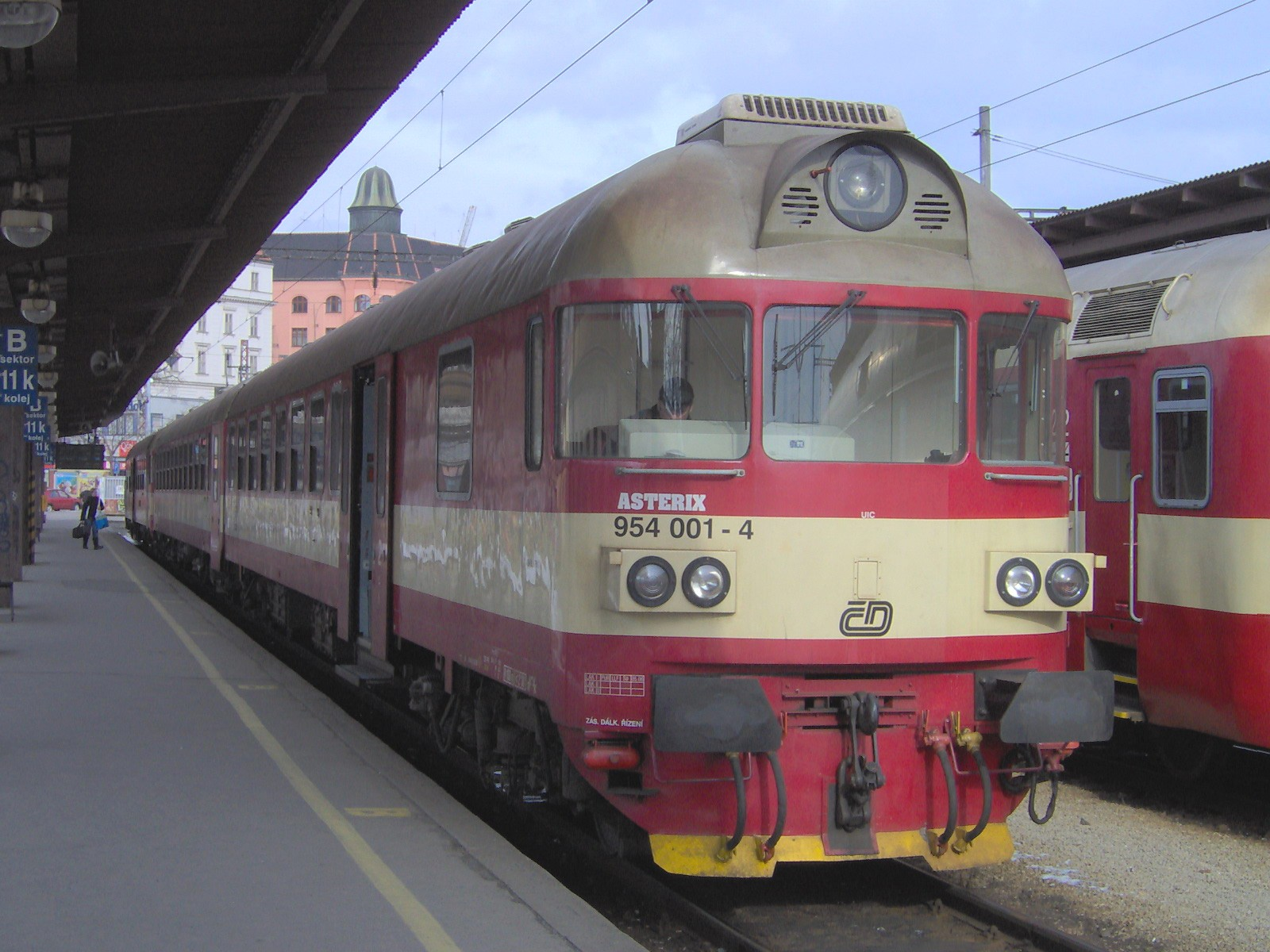
Řídicí vůz 954
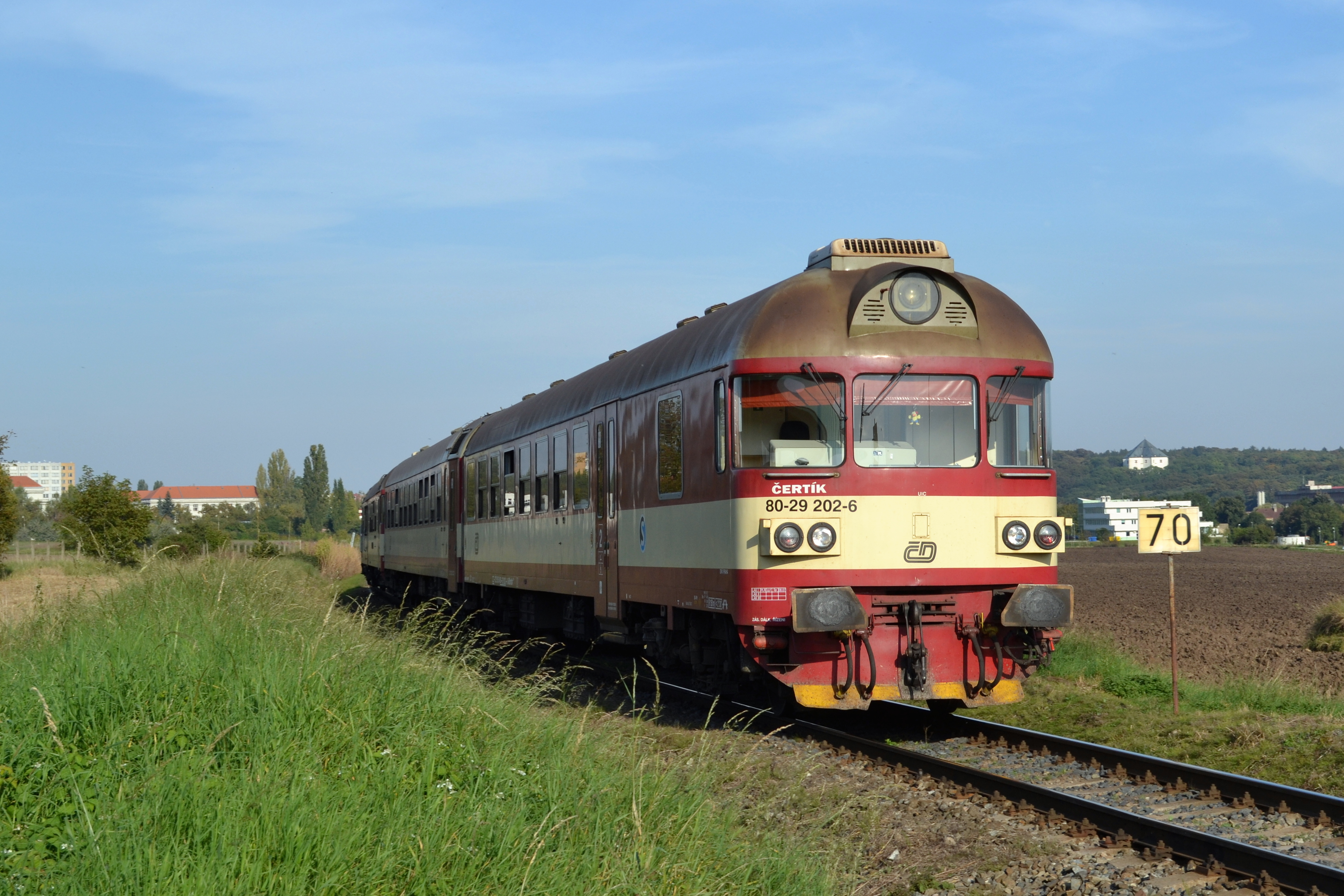
Řídicí vůz 954.2
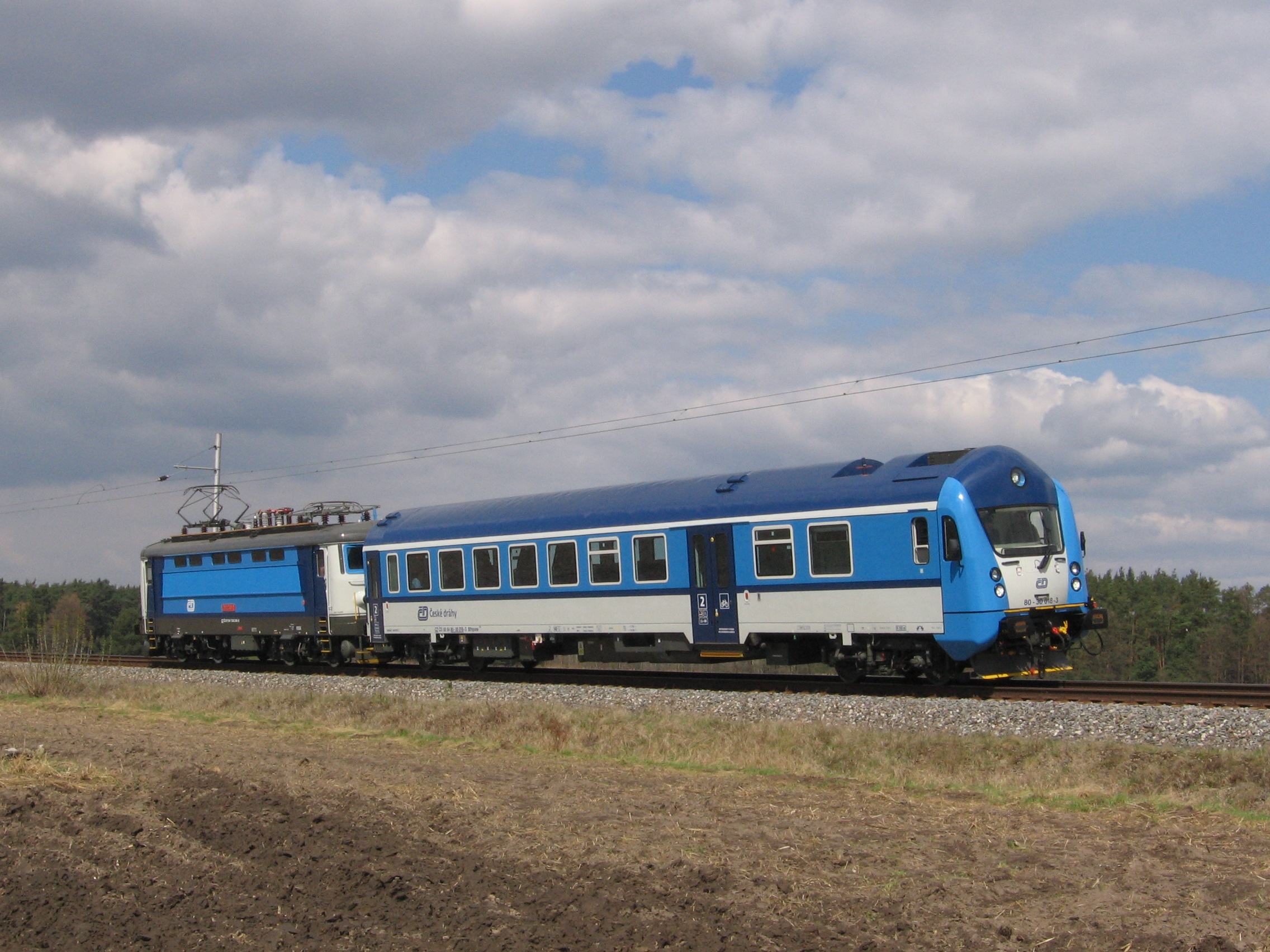
Řídicí vůz 961